# Анатомия любви 2
«Анатомия любви 2» (хинди ख्वाहिश, урду خواہش‎, Khwahish) — индийский фильм, снятый режиссёром Говиндом Меноном и вышедший в прокат 6 июня 2003 года. Главные роли исполнили Малика Шерават и Химаншу Малик. Несмотря на то, что эта картина была крайне откровенна по индийским меркам того времени, она известна своим реалистичным сюжетом с трагическим концом. «Анатомия любви 2» является ремейком голливудского фильма «История Любви» (1970).

## Сюжет
Амар, богатый, упрямый и серьёзный человек, однажды в магазине встречает Лекху, веселую, простую, честную дочь фермера. Во время обучения в колледже молодые люди проводят много времени вместе и в конечном счёте влюбляются друг в друга. Амар делает девушке предложение, однако, его отец против женитьбы сына пока тот не закончит учёбу. Несмотря на запрет, свадьба всё-таки состоится. Молодожёны счастливы, но вскоре обнаруживается, что у Лекхи лейкемия…

## Роли
- Малика Шерават — Лекха
- Химаншу Малик — Амар Ранават
- Махмуд Бабай — Улхас, отец Лекхи
- Шиваджи Сатхам — отец Амара

## Песни
Вся музыка написана Милиндом Читрагуптом.
| №  | Название              | Исполнители             | Длительность |
| -- | --------------------- | ----------------------- | ------------ |
| 1. | «Baila Baila»         | Аша Бхосле              |              |
| 2. | «Gungunati Hai»       | Аша Бхосле, Атал Чачан  |              |
| 3. | «Hum Dono Hain Khoye» | Аша Бхосле, Удит Нараян |              |
| 4. | «Jaaneman»            | Аша Бхосле, К.К.        |              |
| 5. | «Rang Raliyan»        | Аша Бхосле              |              |
| 6. | «Sapnon Mein»         | Аша Бхосле              |              |

## Критика
Таран Адарш дал ему 1 звезду из 5 и отметил, что для эстетов любовной истории на хватает эмоций, а для обывателей в фильме слишком мало обнаженной кожи.